# Crystal Brook (vattendrag i Australien, South Australia, lat -33,37, long 138,10)
Crystal Brook är ett vattendrag i Australien. Det ligger i delstaten South Australia, omkring 180 kilometer norr om delstatshuvudstaden Adelaide.
Trakten runt Crystal Brook består till största delen av jordbruksmark. Runt Crystal Brook är det mycket glesbefolkat, med 2 invånare per kvadratkilometer. Genomsnittlig årsnederbörd är 533 millimeter. Den regnigaste månaden är juni, med i genomsnitt 86 mm nederbörd, och den torraste är december, med 14 mm nederbörd.